# راژر هارگریوز
چارلز راژر هارگریوز Roger Hargreaves (زادهٔ ۹ مه ۱۹۳۵ – درگذشتهٔ ۱۱ سپتامبر ۱۹۸۸) نویسندهٔ مجموعه کتاب‌های کودکان با عنوان «آقا و خانم کوچولو» (به انگلیسی: Mr. Men and Little Miss). پس از درگذشت راژر، پسرش آدام، این مجموعه داستان را ادامه داد.